# Neotaranomis sinaloae
Neotaranomis sinaloae är en skalbaggsart som beskrevs av Chemsak och Linsley 1982. Neotaranomis sinaloae ingår i släktet Neotaranomis och familjen långhorningar. Inga underarter finns listade i Catalogue of Life.